# Prorok (film 2009)
Prorok (fr. Un prophète) – francusko-włoski dramat kryminalny z 2009 roku w reżyserii Jacques’a Audiarda.
Reżyser twierdzi, że film ma na celu „stworzenie ikony, obrazu ludzi, którzy nie mają obrazu w filmach, jak Arabowie we Francji”, stwierdzić też miał, że film „nie ma nic wspólnego z jego wizją społeczeństwa” i jest fikcją literacką.
Obraz swoją światową premierę miał podczas 62. festiwalu filmowego w Cannes 16 maja 2009 roku, a do polskich kin trafił 21 maja 2010 w 21 kopiach nakładem Syrena Films.

## Fabuła
Skazany na sześć lat więzienia, młody Arab, Malik El Djebena (Tahar Rahim), nie ma żadnej rodziny, nie potrafi ani czytać, ani pisać. Po przyjeździe do więzienia wpada we wpływy mafii korsykańskiej, prowadzonej przez Lucianiego, który sprawuje rządy w więzieniu. Malik hartuje się i zdobywa zaufanie szefa mafii. Luciani następnie wydaje rozkaz zabicia więźnia Reyeb. Malik uczy się czytać i pisać oraz dyskretnie rozwija wszystkie swoje umiejętności. Jego prestiż wzrasta i ostatecznie już nie jest po stronie Lucianiego.

## Obsada
- Tahar Rahim jako Malik El Djebena
- Niels Arestrup jako César Luciani
- Alaa Oumouzoune jako Buntownik
- Adel Bencherif jako Ryad
- Gilles Cohen jako Prof
- Salem Kali jako Buntownik
- Pascal Henault jako Ceccaldi
- Sonia Hell jako strażnik więzienia
- Reda Kateb jako Jordi
- Leïla Bekhti jako Djamila
- Jean-Philippe Ricci jako Vettori
- Jean-Emmanuel Pagni jako Santi

i inni

## Nagrody i nominacje
Oscary 2010
- nominacja: najlepszy film nieanglojęzyczny

Złote Globy 2009
- nominacja: najlepszy film nieanglojęzyczny

Nagroda Louisa Delluca (2009)
- najlepszy film francuski

Nagrody BAFTA 2009
- nagroda: najlepszy film nieanglojęzyczny − Pascal Caucheteux, Marco Cherqui, Alix Raynaud i Jacques Audiard

Cezary 2010
- najlepszy film − Pascal Caucheteux, Marco Cherqui, Alix Raynaud i Jacques Audiard
- najlepszy reżyser − Jacques Audiard
- najlepszy scenariusz oruginalny − Jacques Audiard, Thomas Bidegain, Abdel Raouf Dafri i Nicolas Peufaillit
- najlepszy aktor − Tahar Rahim
- najbardziej obiecujący aktor − Tahar Rahim
- najlepszy aktor drugoplanowy − Niels Arestrup
- najlepsze zdjęcia − Stéphane Fontaine
- najlepszy montaż − Juliette Welfling
- najlepsza scenografia − Michel Barthélémy
- nominacja: najlepsza muzyka − Alexandre Desplat
- nominacja: najbardziej obiecujący aktor − Adel Bencherif
- nominacja: najlepsze kostiumy − Virginie Montel
- nominacja: najlepszy dźwięk − Brigitte Taillandier, Francis Wargnier i Jean-Paul Hurier

Europejskie Nagrody Filmowe 2009
- najlepszy europejski aktor − Tahar Rahim
- nominacja: najlepszy film europejski
- nominacja: najlepszy europejski reżyser − Jacques Audiard
- nominacja: najlepszy europejski operator − Stéphane Fontaine
- nominacja: najlepszy europejski scenarzysta − Jacques Audiard i Thomas Bidegain
- nominacja: za najlepszy dźwięk do nagrody Prix d'Excellence − Brigitte Taillandier, Francis Wargnier, Jean-Paul Hurier i Marc Doisne

Nagrody Goya 2011
- nominacja: najlepszy film europejski (Francja) – Jacques Audiard

Festiwal Filmowy w Cannes 2009
- Wielka Nagroda Jury − Jacques Audiard
- nominacja: Złota Palma − Jacques Audiard

Independent Spirit Awards 2009
- nominacja: najlepszy film zagraniczny − Jacques Audiard